# Madrigal de las Altas Torres
Madrigal de las Altas Torres és un municipi de la província d'Àvila, a la comunitat autònoma de Castella i Lleó. Ací hi va néixer la reina Isabel la Catòlica.